# Los Montes (Piloña)
Los Montes es una parroquia española del concejo de Piloña, perteneciente a la comunidad autónoma de Asturias. En 2024 tenía empadronados 100 habitantes.